# 俞玖林
俞玖林（1978年—），江蘇崑山人，中国崑曲演員，一级演员，工生行。南京大學（MFA）藝術碩士。師從岳美緹、石小梅等老師，亦是汪世瑜弟子。中國戲劇梅花獎獲得者。

## 生平
俞玖林出生於崑曲發源地崑山，十六歲那年到了蘇州藝校學習崑曲，展開4年的戲校生活。
1998年畢業於蘇州評彈學校崑劇班；2004年出演青春版《牡丹亭》柳夢梅
他是製作人白先勇重點培養的青年崑曲演員，經白先勇介紹，在2003年拜師汪世瑜先生。
他領銜主演2004年世界首演的《青春版牡丹亭》和2008年世界首演的《新版玉簪記》2部白先勇製作的崑曲，曾到英國、美國、日本等國巡迴公演。
俞玖林於北京、上海、南京、武漢等多地巡演；多次出訪美國、英國、法國、德國、加拿大、奧地利、希臘、日本、韓國、港澳台等國家和地區。
2016年，俞玖林工作室正式開幕。

## 代表作品
- 崑劇青春版《牡丹亭》、《白羅衫》。
- 新版《玉簪記》、《西廂記》。
- 蘇劇《花魁記》。
- 經典摺子戲《牧羊記·望鄉》、《長生殿·驚變》、《占花魁·湖樓》等。[1]

## 獲獎
- 第二十三屆中國戲劇梅花獎
- 第五屆江蘇省戲劇節優秀表演獎
- 第四屆、第五屆中國崑劇藝術節優秀表演獎
- 首屆紫金京昆藝術紫金獎·表演獎
- 第三屆江蘇省文華獎——文華表演獎
- 首屆“蘇州市文華獎·藝術展演季”文華榮譽獎[1]